# Fürstenhof (Wien)

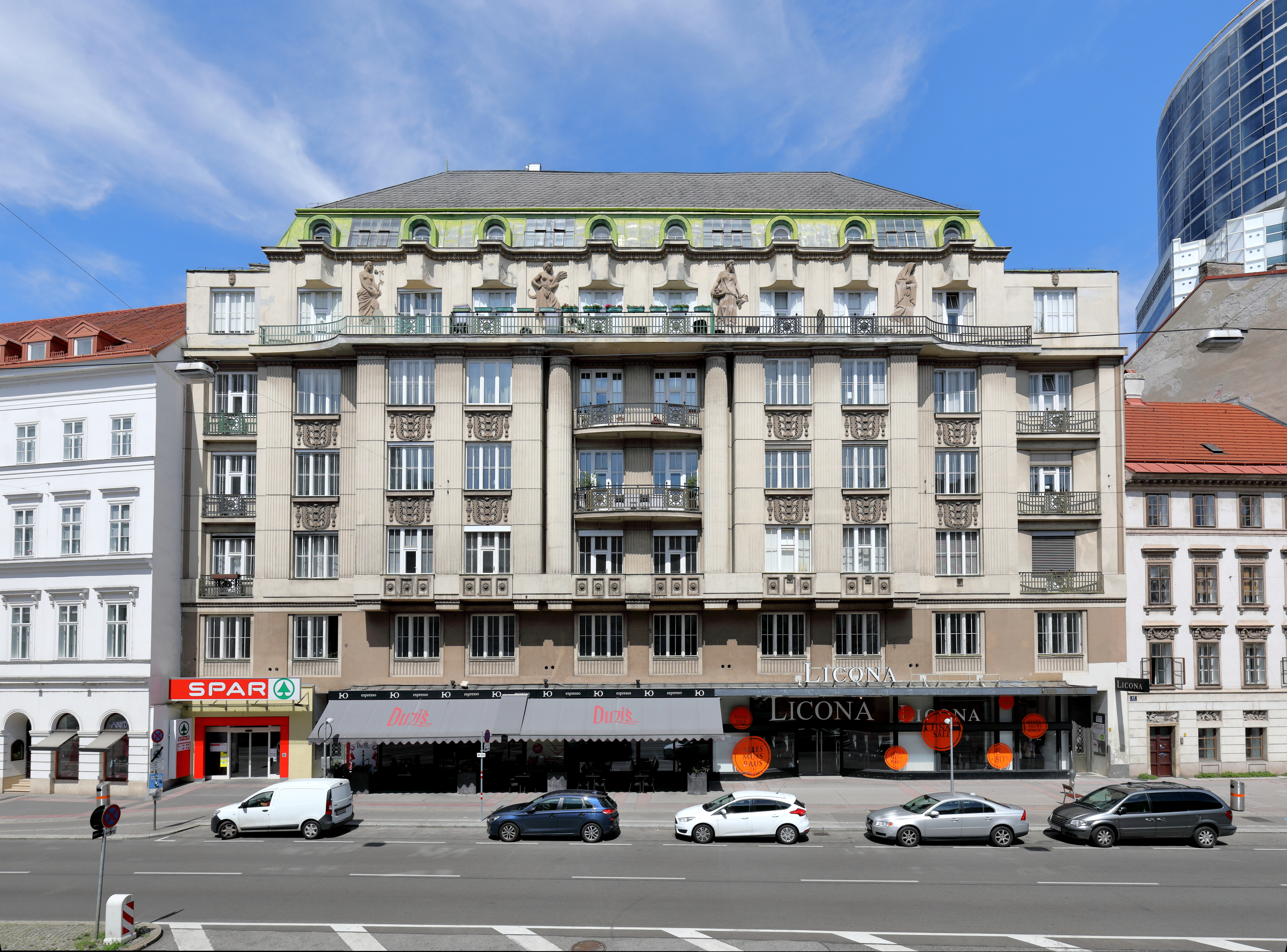
Das Wohn- und Geschäftshaus „Fürstenhof“

Der sogenannte Fürstenhof ist ein Wohn- und Geschäftshaus an der Adresse Praterstraße 25 im 2. Wiener Gemeindebezirk Leopoldstadt. Ursprünglich befand sich im Gebäude ein Kaffeehaus gleichen Namens und ein Theater. Nach Einstellung des Theaterbetriebes erfolgte die Adaptierung zu einem Kino und schließlich zu einem Supermarkt.
Das Gebäude wurde im Auftrag von Georg Spielmann 1913 von dem Architekten Rudolf Perco errichtet. Die Skulpturen (Vier Jahreszeiten) an der Vorderfront schuf Alfonso Canciani.

## Geschichte
Nach Fertigstellung des Gebäudes wurde das darin befindliche Kleintheater mit 636 Sitzen vom Budapester Orpheum bespielt, das vor allem jüdische Jargonpossen und artistische und kabarettistische Produktionen im Repertoire hatte. Nach der Auflösung der „Budapester Orpheumgesellschaft“ hatte das Theater unterschiedliche Bezeichnungen wie „Rolandbühne“ und „Theater der Komiker“. Es wurde auch von dem „Max und Moritz-Ensemble“ bespielt, das von ehemaligen Mitgliedern der „Budapester Orpheumgesellschaft“ gegründet worden war und dem unter anderem Hans Moser angehörte. Danach trat dort die Tiroler Theatergruppe „Exl-Bühne“ auf. Nach dem Zweiten Weltkrieg eröffnete August Riekel darin das „Wiener Künstlertheater“. Nach dessen Schließung befand sich in dem Haus von 1951 bis Februar 1968 das „Diana Kino“ und später wurden die Räumlichkeiten zu einem Supermarkt umfunktioniert. Im Mezzanin des Gebäudes befindet sich das Bildungszentrum der SPÖ Wien, in diesen Räumlichkeiten wird seit 1947 die Wiener Parteischule abgehalten. 